# UAE Tour 2022
La 4.ª edición del UAE Tour fue una carrera de ciclismo en ruta por etapas que se celebró entre el 20 y el 26 de febrero de 2022 en los Emiratos Árabes Unidos.
La carrera formó parte del UCI WorldTour 2022, calendario de máximo nivel mundial, siendo la primera carrera de dicho circuito y fue ganada por el esloveno Tadej Pogačar del UAE Emirates. Completaron el podio, como segundo y tercer clasificado respectivamente, el británico Adam Yates del INEOS Grenadiers y el español Pello Bilbao del Bahrain Victorious.

## Equipos participantes
Tomaron parte en la carrera 20 equipos: 17 de categoría UCI WorldTeam y 3 de categoría UCI ProTeam. Formaron así un pelotón de 126 ciclistas de los que acabaron 122. Los equipos participantes fueron:
| WorldTeams (17)- AG2R Citroën Team - Astana Qazaqstan Team - Bahrain Victorious - Bora-Hansgrohe - EF Education-EasyPost - Groupama-FDJ - Ineos Grenadiers - Intermarché-Wanty-Gobert Matériaux - Israel-Premier Tech - Jumbo-Visma - Lotto-Soudal - Movistar Team - Quick-Step Alpha Vinyl - BikeExchange-Jayco - Team DSM - Trek-Segafredo - UAE Team Emirates ProTeams (3)- Gazprom-RusVelo - Alpecin-Fenix - Bardiani-CSF-Faizanè |
| |

## Recorrido
El UAE Tour dispone de siete etapas dividido en cuatro etapas llanas, una contrarreloj individual, y dos etapas de montaña para un recorrido total de 1058 kilómetros.
| Etapa     | Fecha     | Recorrido                                | type                    | Distancia (km) | Desnivel (m) | Ganador          | Líder            |
| --------- | --------- | ---------------------------------------- | ----------------------- | -------------- | ------------ | ---------------- | ---------------- |
| 1.ª etapa | 20 de feb | Madinat Zayed – Madinat Zayed            | etapa llana             | 185            | 1305 m       | Jasper Philipsen | Jasper Philipsen |
| 2.ª etapa | 21 de feb | Isla Al Hudayriat – Abu Dhabi Breakwater | etapa llana             | 173            | 319 m        | Mark Cavendish   | Jasper Philipsen |
| 3.ª etapa | 22 de feb | Ajman – Ajman                            | contrarreloj individual | 9              | 9 m          | Stefan Bissegger | Stefan Bissegger |
| 4.ª etapa | 23 de feb | Fujairah Fort – Jebel Jais               | etapa de montaña        | 181            | 2645 m       | Tadej Pogačar    | Tadej Pogačar    |
| 5.ª etapa | 24 de feb | Ras al-Khaimah – Al Marjan Island        | etapa llana             | 182            | 542 m        | Jasper Philipsen | Tadej Pogačar    |
| 6.ª etapa | 25 de feb | Expo 2020 – Expo 2020                    | etapa llana             | 180            | 387 m        | Mathias Vacek    | Tadej Pogačar    |
| 7.ª etapa | 26 de feb | Al Ain – Jabal Hafit                     | etapa de montaña        | 148            | 1375 m       | Tadej Pogačar    | Tadej Pogačar    |

## Desarrollo de la carrera

### 1.ª etapa
| Madinat Zayed - Madinat Zayed | etapa llana | (185 km) |

| \| Clasificación de la etapa \| Clasificación de la etapa \| Clasificación de la etapa \| Clasificación de la etapa \| Clasificación de la etapa \| \| Ciclista \| Ciclista \| Equipo \| Tiempo \| \| \| ------------------------- \| ------------------------- \| ---------------------------------- \| ------------------------- \| ------------------------- \| \| 1.º \| Jasper Philipsen \| Alpecin-Fenix \| 4 h 42 min 34 s \| \| \| 2.º \| Sam Bennett \| Bora-Hansgrohe \| + 0 s \| \| \| 3.º \| Elia Viviani \| Ineos Grenadiers \| + 0 s \| \| \| 4.º \| Dylan Groenewegen \| BikeExchange-Jayco \| + 0 s \| \| \| 5.º \| Emīls Liepiņš \| Trek-Segafredo \| + 0 s \| \| \| 6.º \| Arnaud Démare \| Groupama-FDJ \| + 0 s \| \| \| 7.º \| Max Kanter \| Movistar Team \| + 0 s \| \| \| 8.º \| Olav Kooij \| Jumbo-Visma \| + 0 s \| \| \| 9.º \| Tom Devriendt \| Intermarché-Wanty-Gobert Matériaux \| + 0 s \| \| \| 10.º \| Pascal Ackermann \| UAE Team Emirates \| + 0 s \| \| |                   |                                    |                 |
| |                   |                                    |                 |
| Fuente: ProCyclingStats |                   |                                    |                 |
| Clasificación de la etapa |                   |                                    |                 |
| Ciclista | Ciclista          | Equipo                             | Tiempo          |
| 1.º | Jasper Philipsen  | Alpecin-Fenix                      | 4 h 42 min 34 s |
| 2.º | Sam Bennett       | Bora-Hansgrohe                     | + 0 s           |
| 3.º | Elia Viviani      | Ineos Grenadiers                   | + 0 s           |
| 4.º | Dylan Groenewegen | BikeExchange-Jayco                 | + 0 s           |
| 5.º | Emīls Liepiņš     | Trek-Segafredo                     | + 0 s           |
| 6.º | Arnaud Démare     | Groupama-FDJ                       | + 0 s           |
| 7.º | Max Kanter        | Movistar Team                      | + 0 s           |
| 8.º | Olav Kooij        | Jumbo-Visma                        | + 0 s           |
| 9.º | Tom Devriendt     | Intermarché-Wanty-Gobert Matériaux | + 0 s           |
| 10.º | Pascal Ackermann  | UAE Team Emirates                  | + 0 s           |

| \| Clasificación general \| Clasificación general \| Clasificación general \| Clasificación general \| Clasificación general \| \| Ciclista \| Ciclista \| Equipo \| Tiempo \| \| \| --------------------- \| --------------------- \| --------------------- \| --------------------- \| --------------------- \| \| 1.º \| Jasper Philipsen \| Alpecin-Fenix \| 4 h 42 min 24 s \| \| \| 2.º \| Sam Bennett \| Bora-Hansgrohe \| + 4 s \| \| \| 3.º \| Dmitri Strajov \| Gazprom-RusVelo \| + 4 s \| \| \| 4.º \| Elia Viviani \| Ineos Grenadiers \| + 6 s \| \| \| 5.º \| Alessandro Tonelli \| Bardiani CSF Faizanè \| + 6 s \| \| \| 6.º \| Xandres Vervloesem \| Lotto-Soudal \| + 8 s \| \| \| 7.º \| Dylan Groenewegen \| BikeExchange-Jayco \| + 10 s \| \| \| 8.º \| Emīls Liepiņš \| Trek-Segafredo \| + 10 s \| \| \| 9.º \| Arnaud Démare \| Groupama-FDJ \| + 10 s \| \| \| 10.º \| Max Kanter \| Movistar Team \| + 10 s \| \| |                    |                      |                 |
| |                    |                      |                 |
| Fuente: ProCyclingStats |                    |                      |                 |
| Clasificación general |                    |                      |                 |
| Ciclista | Ciclista           | Equipo               | Tiempo          |
| 1.º | Jasper Philipsen   | Alpecin-Fenix        | 4 h 42 min 24 s |
| 2.º | Sam Bennett        | Bora-Hansgrohe       | + 4 s           |
| 3.º | Dmitri Strajov     | Gazprom-RusVelo      | + 4 s           |
| 4.º | Elia Viviani       | Ineos Grenadiers     | + 6 s           |
| 5.º | Alessandro Tonelli | Bardiani CSF Faizanè | + 6 s           |
| 6.º | Xandres Vervloesem | Lotto-Soudal         | + 8 s           |
| 7.º | Dylan Groenewegen  | BikeExchange-Jayco   | + 10 s          |
| 8.º | Emīls Liepiņš      | Trek-Segafredo       | + 10 s          |
| 9.º | Arnaud Démare      | Groupama-FDJ         | + 10 s          |
| 10.º | Max Kanter         | Movistar Team        | + 10 s          |

### 2.ª etapa
| Isla Al Hudayriat - Abu Dhabi Breakwater | etapa llana | (173 km) |

| \| Clasificación de la etapa \| Clasificación de la etapa \| Clasificación de la etapa \| Clasificación de la etapa \| Clasificación de la etapa \| \| Ciclista \| Ciclista \| Equipo \| Tiempo \| \| \| ------------------------- \| ------------------------- \| ---------------------------------- \| ------------------------- \| ------------------------- \| \| 1.º \| Mark Cavendish \| Quick-Step Alpha Vinyl \| 4 h 20 min 45 s \| \| \| 2.º \| Jasper Philipsen \| Alpecin-Fenix \| + 0 s \| \| \| 3.º \| Pascal Ackermann \| UAE Team Emirates \| + 0 s \| \| \| 4.º \| Olav Kooij \| Jumbo-Visma \| + 0 s \| \| \| 5.º \| Arnaud Démare \| Groupama-FDJ \| + 0 s \| \| \| 6.º \| Matteo Malucelli \| Gazprom-RusVelo \| + 0 s \| \| \| 7.º \| Emīls Liepiņš \| Trek-Segafredo \| + 0 s \| \| \| 8.º \| Tom Devriendt \| Intermarché-Wanty-Gobert Matériaux \| + 0 s \| \| \| 9.º \| Michael Schwarzmann \| Lotto-Soudal \| + 0 s \| \| \| 10.º \| Marijn van den Berg \| EF Education-EasyPost \| + 0 s \| \| |                     |                                    |                 |
| |                     |                                    |                 |
| Fuente: ProCyclingStats |                     |                                    |                 |
| Clasificación de la etapa |                     |                                    |                 |
| Ciclista | Ciclista            | Equipo                             | Tiempo          |
| 1.º | Mark Cavendish      | Quick-Step Alpha Vinyl             | 4 h 20 min 45 s |
| 2.º | Jasper Philipsen    | Alpecin-Fenix                      | + 0 s           |
| 3.º | Pascal Ackermann    | UAE Team Emirates                  | + 0 s           |
| 4.º | Olav Kooij          | Jumbo-Visma                        | + 0 s           |
| 5.º | Arnaud Démare       | Groupama-FDJ                       | + 0 s           |
| 6.º | Matteo Malucelli    | Gazprom-RusVelo                    | + 0 s           |
| 7.º | Emīls Liepiņš       | Trek-Segafredo                     | + 0 s           |
| 8.º | Tom Devriendt       | Intermarché-Wanty-Gobert Matériaux | + 0 s           |
| 9.º | Michael Schwarzmann | Lotto-Soudal                       | + 0 s           |
| 10.º | Marijn van den Berg | EF Education-EasyPost              | + 0 s           |

| \| Clasificación general \| Clasificación general \| Clasificación general \| Clasificación general \| Clasificación general \| \| Ciclista \| Ciclista \| Equipo \| Tiempo \| \| \| --------------------- \| --------------------- \| ---------------------- \| --------------------- \| --------------------- \| \| 1.º \| Jasper Philipsen \| Alpecin-Fenix \| 9 h 03 min 03 s \| \| \| 2.º \| Dmitri Strajov \| Gazprom-RusVelo \| + 4 s \| \| \| 3.º \| Mark Cavendish \| Quick-Step Alpha Vinyl \| + 6 s \| \| \| 4.º \| Sam Bennett \| Bora-Hansgrohe \| + 10 s \| \| \| 5.º \| Pascal Ackermann \| UAE Team Emirates \| + 12 s \| \| \| 6.º \| Elia Viviani \| Ineos Grenadiers \| + 12 s \| \| \| 7.º \| Michael Kukrle \| Gazprom-RusVelo \| + 12 s \| \| \| 8.º \| Alessandro Tonelli \| Bardiani CSF Faizanè \| + 12 s \| \| \| 9.º \| Xandres Vervloesem \| Lotto-Soudal \| + 14 s \| \| \| 10.º \| Arnaud Démare \| Groupama-FDJ \| + 16 s \| \| |                    |                        |                 |
| |                    |                        |                 |
| Fuente: ProCyclingStats |                    |                        |                 |
| Clasificación general |                    |                        |                 |
| Ciclista | Ciclista           | Equipo                 | Tiempo          |
| 1.º | Jasper Philipsen   | Alpecin-Fenix          | 9 h 03 min 03 s |
| 2.º | Dmitri Strajov     | Gazprom-RusVelo        | + 4 s           |
| 3.º | Mark Cavendish     | Quick-Step Alpha Vinyl | + 6 s           |
| 4.º | Sam Bennett        | Bora-Hansgrohe         | + 10 s          |
| 5.º | Pascal Ackermann   | UAE Team Emirates      | + 12 s          |
| 6.º | Elia Viviani       | Ineos Grenadiers       | + 12 s          |
| 7.º | Michael Kukrle     | Gazprom-RusVelo        | + 12 s          |
| 8.º | Alessandro Tonelli | Bardiani CSF Faizanè   | + 12 s          |
| 9.º | Xandres Vervloesem | Lotto-Soudal           | + 14 s          |
| 10.º | Arnaud Démare      | Groupama-FDJ           | + 16 s          |

### 3.ª etapa
| Ajman - Ajman | contrarreloj individual | (9 km) |

| \| Clasificación de la etapa \| Clasificación de la etapa \| Clasificación de la etapa \| Clasificación de la etapa \| Clasificación de la etapa \| \| Ciclista \| Ciclista \| Equipo \| Tiempo \| \| \| ------------------------- \| ------------------------- \| ------------------------- \| ------------------------- \| ------------------------- \| \| 1.º \| Stefan Bissegger \| EF Education-EasyPost \| 9 min 43 s \| \| \| 2.º \| Filippo Ganna \| Ineos Grenadiers \| + 7 s \| \| \| 3.º \| Tom Dumoulin \| Jumbo-Visma \| + 14 s \| \| \| 4.º \| Tadej Pogačar \| UAE Team Emirates \| + 18 s \| \| \| 5.º \| João Almeida \| UAE Team Emirates \| + 22 s \| \| \| 6.º \| Mikkel Bjerg \| UAE Team Emirates \| + 24 s \| \| \| 7.º \| Stefan de Bod \| Astana Qazaqstan Team \| + 24 s \| \| \| 8.º \| Aleksandr Vlásov \| Bora-Hansgrohe \| + 25 s \| \| \| 9.º \| Johan Price-Pejtersen \| Bahrain Victorious \| + 26 s \| \| \| 10.º \| Jasper Philipsen \| Alpecin-Fenix \| + 28 s \| \| |                       |                       |            |
| |                       |                       |            |
| Fuente: ProCyclingStats |                       |                       |            |
| Clasificación de la etapa |                       |                       |            |
| Ciclista | Ciclista              | Equipo                | Tiempo     |
| 1.º | Stefan Bissegger      | EF Education-EasyPost | 9 min 43 s |
| 2.º | Filippo Ganna         | Ineos Grenadiers      | + 7 s      |
| 3.º | Tom Dumoulin          | Jumbo-Visma           | + 14 s     |
| 4.º | Tadej Pogačar         | UAE Team Emirates     | + 18 s     |
| 5.º | João Almeida          | UAE Team Emirates     | + 22 s     |
| 6.º | Mikkel Bjerg          | UAE Team Emirates     | + 24 s     |
| 7.º | Stefan de Bod         | Astana Qazaqstan Team | + 24 s     |
| 8.º | Aleksandr Vlásov      | Bora-Hansgrohe        | + 25 s     |
| 9.º | Johan Price-Pejtersen | Bahrain Victorious    | + 26 s     |
| 10.º | Jasper Philipsen      | Alpecin-Fenix         | + 28 s     |

| \| Clasificación general \| Clasificación general \| Clasificación general \| Clasificación general \| Clasificación general \| \| Ciclista \| Ciclista \| Equipo \| Tiempo \| \| \| --------------------- \| --------------------- \| --------------------- \| --------------------- \| --------------------- \| \| 1.º \| Stefan Bissegger \| EF Education-EasyPost \| 9 h 13 min 02 s \| \| \| 2.º \| Filippo Ganna \| Ineos Grenadiers \| + 7 s \| \| \| 3.º \| Jasper Philipsen \| Alpecin-Fenix \| + 12 s \| \| \| 4.º \| Tom Dumoulin \| Jumbo-Visma \| + 14 s \| \| \| 5.º \| Tadej Pogačar \| UAE Team Emirates \| + 18 s \| \| \| 6.º \| João Almeida \| UAE Team Emirates \| + 22 s \| \| \| 7.º \| Stefan de Bod \| Astana Qazaqstan Team \| + 24 s \| \| \| 8.º \| Aleksandr Vlásov \| Bora-Hansgrohe \| + 25 s \| \| \| 9.º \| Neilson Powless \| EF Education-EasyPost \| + 28 s \| \| \| 10.º \| Adam Yates \| Ineos Grenadiers \| + 29 s \| \| |                  |                       |                 |
| |                  |                       |                 |
| Fuente: ProCyclingStats |                  |                       |                 |
| Clasificación general |                  |                       |                 |
| Ciclista | Ciclista         | Equipo                | Tiempo          |
| 1.º | Stefan Bissegger | EF Education-EasyPost | 9 h 13 min 02 s |
| 2.º | Filippo Ganna    | Ineos Grenadiers      | + 7 s           |
| 3.º | Jasper Philipsen | Alpecin-Fenix         | + 12 s          |
| 4.º | Tom Dumoulin     | Jumbo-Visma           | + 14 s          |
| 5.º | Tadej Pogačar    | UAE Team Emirates     | + 18 s          |
| 6.º | João Almeida     | UAE Team Emirates     | + 22 s          |
| 7.º | Stefan de Bod    | Astana Qazaqstan Team | + 24 s          |
| 8.º | Aleksandr Vlásov | Bora-Hansgrohe        | + 25 s          |
| 9.º | Neilson Powless  | EF Education-EasyPost | + 28 s          |
| 10.º | Adam Yates       | Ineos Grenadiers      | + 29 s          |

### 4.ª etapa
| Fujairah Fort - Jebel Jais | etapa de montaña | (181 km) |

| \| Clasificación de la etapa \| Clasificación de la etapa \| Clasificación de la etapa \| Clasificación de la etapa \| Clasificación de la etapa \| \| Ciclista \| Ciclista \| Equipo \| Tiempo \| \| \| ------------------------- \| ------------------------- \| ---------------------------------- \| ------------------------- \| ------------------------- \| \| 1.º \| Tadej Pogačar \| UAE Team Emirates \| 4 h 49 min 24 s \| \| \| 2.º \| Adam Yates \| Ineos Grenadiers \| + 0 s \| \| \| 3.º \| Aleksandr Vlásov \| Bora-Hansgrohe \| + 0 s \| \| \| 4.º \| Ruben Guerreiro \| EF Education-EasyPost \| + 3 s \| \| \| 5.º \| Damien Howson \| BikeExchange-Jayco \| + 3 s \| \| \| 6.º \| Romain Bardet \| Team DSM \| + 3 s \| \| \| 7.º \| Jai Hindley \| Bora-Hansgrohe \| + 3 s \| \| \| 8.º \| Geoffrey Bouchard \| AG2R Citroën Team \| + 3 s \| \| \| 9.º \| Jan Hirt \| Intermarché-Wanty-Gobert Matériaux \| + 3 s \| \| \| 10.º \| Pello Bilbao \| Bahrain Victorious \| + 3 s \| \| |                   |                                    |                 |
| |                   |                                    |                 |
| Fuente: ProCyclingStats |                   |                                    |                 |
| Clasificación de la etapa |                   |                                    |                 |
| Ciclista | Ciclista          | Equipo                             | Tiempo          |
| 1.º | Tadej Pogačar     | UAE Team Emirates                  | 4 h 49 min 24 s |
| 2.º | Adam Yates        | Ineos Grenadiers                   | + 0 s           |
| 3.º | Aleksandr Vlásov  | Bora-Hansgrohe                     | + 0 s           |
| 4.º | Ruben Guerreiro   | EF Education-EasyPost              | + 3 s           |
| 5.º | Damien Howson     | BikeExchange-Jayco                 | + 3 s           |
| 6.º | Romain Bardet     | Team DSM                           | + 3 s           |
| 7.º | Jai Hindley       | Bora-Hansgrohe                     | + 3 s           |
| 8.º | Geoffrey Bouchard | AG2R Citroën Team                  | + 3 s           |
| 9.º | Jan Hirt          | Intermarché-Wanty-Gobert Matériaux | + 3 s           |
| 10.º | Pello Bilbao      | Bahrain Victorious                 | + 3 s           |

| \| Clasificación general \| Clasificación general \| Clasificación general \| Clasificación general \| Clasificación general \| \| Ciclista \| Ciclista \| Equipo \| Tiempo \| \| \| --------------------- \| ---------------------------- \| --------------------- \| --------------------- \| --------------------- \| \| 1.º \| Tadej Pogačar \| UAE Team Emirates \| 14 h 02 min 34 s \| \| \| 2.º \| Filippo Ganna \| Ineos Grenadiers \| + 2 s \| \| \| 3.º \| Aleksandr Vlásov \| Bora-Hansgrohe \| + 13 s \| \| \| 4.º \| Adam Yates \| Ineos Grenadiers \| + 15 s \| \| \| 5.º \| Neilson Powless \| EF Education-EasyPost \| + 23 s \| \| \| 6.º \| João Almeida \| UAE Team Emirates \| + 28 s \| \| \| 7.º \| Pello Bilbao \| Bahrain Victorious \| + 35 s \| \| \| 8.º \| Óscar Rodríguez Garaicoechea \| Movistar Team \| + 38 s \| \| \| 9.º \| Ruben Guerreiro \| EF Education-EasyPost \| + 40 s \| \| \| 10.º \| Geoffrey Bouchard \| AG2R Citroën Team \| + 41 s \| \| |                              |                       |                  |
| |                              |                       |                  |
| Fuente: ProCyclingStats |                              |                       |                  |
| Clasificación general |                              |                       |                  |
| Ciclista | Ciclista                     | Equipo                | Tiempo           |
| 1.º | Tadej Pogačar                | UAE Team Emirates     | 14 h 02 min 34 s |
| 2.º | Filippo Ganna                | Ineos Grenadiers      | + 2 s            |
| 3.º | Aleksandr Vlásov             | Bora-Hansgrohe        | + 13 s           |
| 4.º | Adam Yates                   | Ineos Grenadiers      | + 15 s           |
| 5.º | Neilson Powless              | EF Education-EasyPost | + 23 s           |
| 6.º | João Almeida                 | UAE Team Emirates     | + 28 s           |
| 7.º | Pello Bilbao                 | Bahrain Victorious    | + 35 s           |
| 8.º | Óscar Rodríguez Garaicoechea | Movistar Team         | + 38 s           |
| 9.º | Ruben Guerreiro              | EF Education-EasyPost | + 40 s           |
| 10.º | Geoffrey Bouchard            | AG2R Citroën Team     | + 41 s           |

### 5.ª etapa
| Ras al-Khaimah - Al Marjan Island | etapa llana | (182 km) |

| \| Clasificación de la etapa \| Clasificación de la etapa \| Clasificación de la etapa \| Clasificación de la etapa \| Clasificación de la etapa \| \| Ciclista \| Ciclista \| Equipo \| Tiempo \| \| \| ------------------------- \| ------------------------- \| ------------------------- \| ------------------------- \| ------------------------- \| \| 1.º \| Jasper Philipsen \| Alpecin-Fenix \| 4 h 17 min 05 s \| \| \| 2.º \| Olav Kooij \| Jumbo-Visma \| + 0 s \| \| \| 3.º \| Sam Bennett \| Bora-Hansgrohe \| + 0 s \| \| \| 4.º \| Matteo Malucelli \| Gazprom-RusVelo \| + 0 s \| \| \| 5.º \| Rudy Barbier \| Israel-Premier Tech \| + 0 s \| \| \| 6.º \| Elia Viviani \| Ineos Grenadiers \| + 0 s \| \| \| 7.º \| Arnaud Démare \| Groupama-FDJ \| + 0 s \| \| \| 8.º \| Alberto Dainese \| Team DSM \| + 0 s \| \| \| 9.º \| Max Kanter \| Movistar Team \| + 0 s \| \| \| 10.º \| Marc Brustenga \| Trek-Segafredo \| + 0 s \| \| |                  |                     |                 |
| |                  |                     |                 |
| Fuente: ProCyclingStats |                  |                     |                 |
| Clasificación de la etapa |                  |                     |                 |
| Ciclista | Ciclista         | Equipo              | Tiempo          |
| 1.º | Jasper Philipsen | Alpecin-Fenix       | 4 h 17 min 05 s |
| 2.º | Olav Kooij       | Jumbo-Visma         | + 0 s           |
| 3.º | Sam Bennett      | Bora-Hansgrohe      | + 0 s           |
| 4.º | Matteo Malucelli | Gazprom-RusVelo     | + 0 s           |
| 5.º | Rudy Barbier     | Israel-Premier Tech | + 0 s           |
| 6.º | Elia Viviani     | Ineos Grenadiers    | + 0 s           |
| 7.º | Arnaud Démare    | Groupama-FDJ        | + 0 s           |
| 8.º | Alberto Dainese  | Team DSM            | + 0 s           |
| 9.º | Max Kanter       | Movistar Team       | + 0 s           |
| 10.º | Marc Brustenga   | Trek-Segafredo      | + 0 s           |

| \| Clasificación general \| Clasificación general \| Clasificación general \| Clasificación general \| Clasificación general \| \| Ciclista \| Ciclista \| Equipo \| Tiempo \| \| \| --------------------- \| ---------------------------- \| --------------------- \| --------------------- \| --------------------- \| \| 1.º \| Tadej Pogačar \| UAE Team Emirates \| 18 h 19 min 37 s \| \| \| 2.º \| Filippo Ganna \| Ineos Grenadiers \| + 4 s \| \| \| 3.º \| Aleksandr Vlásov \| Bora-Hansgrohe \| + 14 s \| \| \| 4.º \| Adam Yates \| Ineos Grenadiers \| + 17 s \| \| \| 5.º \| Neilson Powless \| EF Education-EasyPost \| + 25 s \| \| \| 6.º \| João Almeida \| UAE Team Emirates \| + 30 s \| \| \| 7.º \| Pello Bilbao \| Bahrain Victorious \| + 37 s \| \| \| 8.º \| Óscar Rodríguez Garaicoechea \| Movistar Team \| + 40 s \| \| \| 9.º \| Ruben Guerreiro \| EF Education-EasyPost \| + 42 s \| \| \| 10.º \| Geoffrey Bouchard \| AG2R Citroën Team \| + 43 s \| \| |                              |                       |                  |
| |                              |                       |                  |
| Fuente: ProCyclingStats |                              |                       |                  |
| Clasificación general |                              |                       |                  |
| Ciclista | Ciclista                     | Equipo                | Tiempo           |
| 1.º | Tadej Pogačar                | UAE Team Emirates     | 18 h 19 min 37 s |
| 2.º | Filippo Ganna                | Ineos Grenadiers      | + 4 s            |
| 3.º | Aleksandr Vlásov             | Bora-Hansgrohe        | + 14 s           |
| 4.º | Adam Yates                   | Ineos Grenadiers      | + 17 s           |
| 5.º | Neilson Powless              | EF Education-EasyPost | + 25 s           |
| 6.º | João Almeida                 | UAE Team Emirates     | + 30 s           |
| 7.º | Pello Bilbao                 | Bahrain Victorious    | + 37 s           |
| 8.º | Óscar Rodríguez Garaicoechea | Movistar Team         | + 40 s           |
| 9.º | Ruben Guerreiro              | EF Education-EasyPost | + 42 s           |
| 10.º | Geoffrey Bouchard            | AG2R Citroën Team     | + 43 s           |

### 6.ª etapa
| Expo 2020 - Expo 2020 | etapa llana | (180 km) |

| \| Clasificación de la etapa \| Clasificación de la etapa \| Clasificación de la etapa \| Clasificación de la etapa \| Clasificación de la etapa \| \| Ciclista \| Ciclista \| Equipo \| Tiempo \| \| \| ------------------------- \| ------------------------- \| ------------------------- \| ------------------------- \| ------------------------- \| \| 1.º \| Mathias Vacek \| Gazprom-RusVelo \| 3 h 58 min 10 s \| \| \| 2.º \| Paul Lapeira \| AG2R Citroën Team \| + 0 s \| \| \| 3.º \| Dmitri Strajov \| Gazprom-RusVelo \| + 0 s \| \| \| 4.º \| Alessandro Tonelli \| Bardiani CSF Faizanè \| + 0 s \| \| \| 5.º \| Pável Kochetkov \| Gazprom-RusVelo \| + 5 s \| \| \| 6.º \| Jasper Philipsen \| Alpecin-Fenix \| + 15 s \| \| \| 7.º \| Dylan Groenewegen \| BikeExchange-Jayco \| + 15 s \| \| \| 8.º \| Pascal Ackermann \| UAE Team Emirates \| + 15 s \| \| \| 9.º \| Rudy Barbier \| Israel-Premier Tech \| + 15 s \| \| \| 10.º \| Jonathan Milan \| Bahrain Victorious \| + 15 s \| \| |                    |                      |                 |
| |                    |                      |                 |
| Fuente: ProCyclingStats |                    |                      |                 |
| Clasificación de la etapa |                    |                      |                 |
| Ciclista | Ciclista           | Equipo               | Tiempo          |
| 1.º | Mathias Vacek      | Gazprom-RusVelo      | 3 h 58 min 10 s |
| 2.º | Paul Lapeira       | AG2R Citroën Team    | + 0 s           |
| 3.º | Dmitri Strajov     | Gazprom-RusVelo      | + 0 s           |
| 4.º | Alessandro Tonelli | Bardiani CSF Faizanè | + 0 s           |
| 5.º | Pável Kochetkov    | Gazprom-RusVelo      | + 5 s           |
| 6.º | Jasper Philipsen   | Alpecin-Fenix        | + 15 s          |
| 7.º | Dylan Groenewegen  | BikeExchange-Jayco   | + 15 s          |
| 8.º | Pascal Ackermann   | UAE Team Emirates    | + 15 s          |
| 9.º | Rudy Barbier       | Israel-Premier Tech  | + 15 s          |
| 10.º | Jonathan Milan     | Bahrain Victorious   | + 15 s          |

| \| Clasificación general \| Clasificación general \| Clasificación general \| Clasificación general \| Clasificación general \| \| Ciclista \| Ciclista \| Equipo \| Tiempo \| \| \| --------------------- \| ---------------------------- \| --------------------- \| --------------------- \| --------------------- \| \| 1.º \| Tadej Pogačar \| UAE Team Emirates \| 22 h 18 min 02 s \| \| \| 2.º \| Filippo Ganna \| Ineos Grenadiers \| + 4 s \| \| \| 3.º \| Aleksandr Vlásov \| Bora-Hansgrohe \| + 14 s \| \| \| 4.º \| Adam Yates \| Ineos Grenadiers \| + 17 s \| \| \| 5.º \| Neilson Powless \| EF Education-EasyPost \| + 25 s \| \| \| 6.º \| João Almeida \| UAE Team Emirates \| + 30 s \| \| \| 7.º \| Pello Bilbao \| Bahrain Victorious \| + 37 s \| \| \| 8.º \| Óscar Rodríguez Garaicoechea \| Movistar Team \| + 40 s \| \| \| 9.º \| Ruben Guerreiro \| EF Education-EasyPost \| + 42 s \| \| \| 10.º \| Geoffrey Bouchard \| AG2R Citroën Team \| + 43 s \| \| |                              |                       |                  |
| |                              |                       |                  |
| Fuente: ProCyclingStats |                              |                       |                  |
| Clasificación general |                              |                       |                  |
| Ciclista | Ciclista                     | Equipo                | Tiempo           |
| 1.º | Tadej Pogačar                | UAE Team Emirates     | 22 h 18 min 02 s |
| 2.º | Filippo Ganna                | Ineos Grenadiers      | + 4 s            |
| 3.º | Aleksandr Vlásov             | Bora-Hansgrohe        | + 14 s           |
| 4.º | Adam Yates                   | Ineos Grenadiers      | + 17 s           |
| 5.º | Neilson Powless              | EF Education-EasyPost | + 25 s           |
| 6.º | João Almeida                 | UAE Team Emirates     | + 30 s           |
| 7.º | Pello Bilbao                 | Bahrain Victorious    | + 37 s           |
| 8.º | Óscar Rodríguez Garaicoechea | Movistar Team         | + 40 s           |
| 9.º | Ruben Guerreiro              | EF Education-EasyPost | + 42 s           |
| 10.º | Geoffrey Bouchard            | AG2R Citroën Team     | + 43 s           |

### 7.ª etapa
| Al Ain - Jabal Hafit | etapa de montaña | (148 km) |

| \| Clasificación de la etapa \| Clasificación de la etapa \| Clasificación de la etapa \| Clasificación de la etapa \| Clasificación de la etapa \| \| Ciclista \| Ciclista \| Equipo \| Tiempo \| \| \| ------------------------- \| ------------------------- \| ------------------------- \| ------------------------- \| ------------------------- \| \| 1.º \| Tadej Pogačar \| UAE Team Emirates \| 3 h 20 min 24 s \| \| \| 2.º \| Adam Yates \| Ineos Grenadiers \| + 1 s \| \| \| 3.º \| Pello Bilbao \| Bahrain Victorious \| + 5 s \| \| \| 4.º \| João Almeida \| UAE Team Emirates \| + 15 s \| \| \| 5.º \| Lucas Plapp \| Ineos Grenadiers \| + 16 s \| \| \| 6.º \| Carlos Verona \| Movistar Team \| + 16 s \| \| \| 7.º \| Rafał Majka \| UAE Team Emirates \| + 16 s \| \| \| 8.º \| Aleksandr Vlásov \| Bora-Hansgrohe \| + 30 s \| \| \| 9.º \| Geoffrey Bouchard \| AG2R Citroën Team \| + 53 s \| \| \| 10.º \| Chris Harper \| Jumbo-Visma \| + 53 s \| \| |                   |                    |                 |
| |                   |                    |                 |
| Fuente: ProCyclingStats |                   |                    |                 |
| Clasificación de la etapa |                   |                    |                 |
| Ciclista | Ciclista          | Equipo             | Tiempo          |
| 1.º | Tadej Pogačar     | UAE Team Emirates  | 3 h 20 min 24 s |
| 2.º | Adam Yates        | Ineos Grenadiers   | + 1 s           |
| 3.º | Pello Bilbao      | Bahrain Victorious | + 5 s           |
| 4.º | João Almeida      | UAE Team Emirates  | + 15 s          |
| 5.º | Lucas Plapp       | Ineos Grenadiers   | + 16 s          |
| 6.º | Carlos Verona     | Movistar Team      | + 16 s          |
| 7.º | Rafał Majka       | UAE Team Emirates  | + 16 s          |
| 8.º | Aleksandr Vlásov  | Bora-Hansgrohe     | + 30 s          |
| 9.º | Geoffrey Bouchard | AG2R Citroën Team  | + 53 s          |
| 10.º | Chris Harper      | Jumbo-Visma        | + 53 s          |

## Clasificaciones finales
- Las clasificaciones finalizaron de la siguiente forma:[2]

### Clasificación general
| \| Clasificación general \| Clasificación general \| Clasificación general \| Clasificación general \| Clasificación general \| \| Ciclista \| Ciclista \| Equipo \| Tiempo \| \| \| --------------------- \| --------------------- \| --------------------- \| --------------------- \| --------------------- \| \| 1.º \| Tadej Pogačar \| UAE Team Emirates \| 25 h 38 min 16 s \| \| \| 2.º \| Adam Yates \| Ineos Grenadiers \| + 22 s \| \| \| 3.º \| Pello Bilbao \| Bahrain Victorious \| + 48 s \| \| \| 4.º \| Aleksandr Vlásov \| Bora-Hansgrohe \| + 54 s \| \| \| 5.º \| João Almeida \| UAE Team Emirates \| + 55 s \| \| \| 6.º \| Carlos Verona \| Movistar Team \| + 1 min 17 s \| \| \| 7.º \| Rafał Majka \| UAE Team Emirates \| + 1 min 24 s \| \| \| 8.º \| Geoffrey Bouchard \| AG2R Citroën Team \| + 1 min 46 s \| \| \| 9.º \| Romain Bardet \| Team DSM \| + 1 min 46 s \| \| \| 10.º \| David de la Cruz \| Astana Qazaqstan Team \| + 1 min 58 s \| \| |                   |                       |                  |
| |                   |                       |                  |
| Fuente: ProCyclingStats |                   |                       |                  |
| Clasificación general |                   |                       |                  |
| Ciclista | Ciclista          | Equipo                | Tiempo           |
| 1.º | Tadej Pogačar     | UAE Team Emirates     | 25 h 38 min 16 s |
| 2.º | Adam Yates        | Ineos Grenadiers      | + 22 s           |
| 3.º | Pello Bilbao      | Bahrain Victorious    | + 48 s           |
| 4.º | Aleksandr Vlásov  | Bora-Hansgrohe        | + 54 s           |
| 5.º | João Almeida      | UAE Team Emirates     | + 55 s           |
| 6.º | Carlos Verona     | Movistar Team         | + 1 min 17 s     |
| 7.º | Rafał Majka       | UAE Team Emirates     | + 1 min 24 s     |
| 8.º | Geoffrey Bouchard | AG2R Citroën Team     | + 1 min 46 s     |
| 9.º | Romain Bardet     | Team DSM              | + 1 min 46 s     |
| 10.º | David de la Cruz  | Astana Qazaqstan Team | + 1 min 58 s     |

### Clasificación de los puntos
| Clasificación por puntos | Clasificación por puntos | Clasificación por puntos | Clasificación por puntos | Clasificación por puntos |
| Ciclista                 | Ciclista                 | Equipo                   | Puntos                   |                          |
| ------------------------ | ------------------------ | ------------------------ | ------------------------ | ------------------------ |
| 1.º                      | Jasper Philipsen         | Alpecin-Fenix            | 76 pts                   |                          |
| 2.º                      | Dmitri Strajov           | Gazprom-RusVelo          | 69 pts                   |                          |
| 3.º                      | Tadej Pogačar            | UAE Team Emirates        | 54 pts                   |                          |
| 4.º                      | Adam Yates               | Ineos Grenadiers         | 32 pts                   |                          |
| 5.º                      | Pável Kochetkov          | Gazprom-RusVelo          | 29 pts                   |                          |
| 6.º                      | Alessandro Tonelli       | Bardiani CSF Faizanè     | 28 pts                   |                          |
| 7.º                      | Olav Kooij               | Jumbo-Visma              | 28 pts                   |                          |
| 8.º                      | Sam Bennett              | Bora-Hansgrohe           | 28 pts                   |                          |
| 9.º                      | Stefan Bissegger         | EF Education-EasyPost    | 21 pts                   |                          |
| 10.º                     | Mathias Vacek            | Gazprom-RusVelo          | 21 pts                   |                          |

### Clasificación de los jóvenes
| Clasificación del mejor joven | Clasificación del mejor joven | Clasificación del mejor joven | Clasificación del mejor joven | Clasificación del mejor joven |
| Ciclista                      | Ciclista                      | Equipo                        | Tiempo                        |                               |
| ----------------------------- | ----------------------------- | ----------------------------- | ----------------------------- | ----------------------------- |
| 1.º                           | Tadej Pogačar                 | UAE Team Emirates             | 25 h 38 min 16 s              |                               |
| 2.º                           | João Almeida                  | UAE Team Emirates             | + 55 s                        |                               |
| 3.º                           | Lucas Plapp                   | Ineos Grenadiers              | + 2 min 11 s                  |                               |
| 4.º                           | Gino Mäder                    | Bahrain Victorious            | + 2 min 42 s                  |                               |
| 5.º                           | Thymen Arensman               | Team DSM                      | + 2 min 47 s                  |                               |
| 6.º                           | Andreas Leknessund            | Team DSM                      | + 3 min 20 s                  |                               |
| 7.º                           | Sebastian Berwick             | Israel-Premier Tech           | + 3 min 56 s                  |                               |
| 8.º                           | Samuele Zoccarato             | Bardiani CSF Faizanè          | + 5 min 43 s                  |                               |
| 9.º                           | Vadim Pronskiy                | Astana Qazaqstan Team         | + 7 min 43 s                  |                               |
| 10.º                          | Luca Covili                   | Bardiani CSF Faizanè          | + 8 min 39 s                  |                               |

### Clasificación por equipos
| Clasificación por equipos | Clasificación por equipos          | Clasificación por equipos | Clasificación por equipos |
| Equipo                    | Equipo                             | Tiempo                    |                           |
| ------------------------- | ---------------------------------- | ------------------------- | ------------------------- |
| 1.º                       | UAE Team Emirates                  | 76 h 56 min 52 s          |                           |
| 2.º                       | Team DSM                           | + 5 min 38 s              |                           |
| 3.º                       | Bahrain Victorious                 | + 9 min 08 s              |                           |
| 4.º                       | Intermarché-Wanty-Gobert Matériaux | + 9 min 26 s              |                           |
| 5.º                       | EF Education-EasyPost              | + 10 min 31 s             |                           |
| 6.º                       | Astana Qazaqstan Team              | + 11 min 00 s             |                           |
| 7.º                       | Movistar Team                      | + 11 min 49 s             |                           |
| 8.º                       | Bora-Hansgrohe                     | + 13 min 29 s             |                           |
| 9.º                       | Jumbo-Visma                        | + 15 min 07 s             |                           |
| 10.º                      | Ineos Grenadiers                   | + 18 min 21 s             |                           |

## Evolución de las clasificaciones
| Etapa                   | Vencedor                | Clasificación general | Clasificación de los puntos | Clasificación de las metas volantes | Clasificación de los jóvenes | Clasificación por equipos |
| ----------------------- | ----------------------- | --------------------- | --------------------------- | ----------------------------------- | ---------------------------- | ------------------------- |
| 1.ª                     | Jasper Philipsen        | Jasper Philipsen      | Jasper Philipsen            | Dmitry Strakhov                     | Jasper Philipsen             | Bora-Hansgrohe            |
| 2.ª                     | Mark Cavendish          | Jasper Philipsen      | Jasper Philipsen            | Dmitry Strakhov                     | Jasper Philipsen             | EF Education-EasyPost     |
| 3.ª                     | Stefan Bissegger        | Stefan Bissegger      | Jasper Philipsen            | Dmitry Strakhov                     | Stefan Bissegger             | EF Education-EasyPost     |
| 4.ª                     | Tadej Pogačar           | Tadej Pogačar         | Jasper Philipsen            | Dmitry Strakhov                     | Tadej Pogačar                | UAE Emirates              |
| 5.ª                     | Jasper Philipsen        | Tadej Pogačar         | Jasper Philipsen            | Dmitry Strakhov                     | Tadej Pogačar                | UAE Emirates              |
| 6.ª                     | Mathias Vacek           | Tadej Pogačar         | Jasper Philipsen            | Dmitry Strakhov                     | Tadej Pogačar                | UAE Emirates              |
| 7.ª                     | Tadej Pogačar           | Tadej Pogačar         | Jasper Philipsen            | Dmitry Strakhov                     | Tadej Pogačar                | UAE Emirates              |
| Clasificaciones finales | Clasificaciones finales | Tadej Pogačar         | Jasper Philipsen            | Dmitry Strakhov                     | Tadej Pogačar                | UAE Emirates              |

## Ciclistas participantes y posiciones finales
Convenciones:
- AB-N: Abandono en la etapa "N"
- FLT-N: Retiro por llegada fuera del límite de tiempo en la etapa "N"
- NTS-N: No tomó la salida para la etapa "N"
- DES-N: Descalificado o expulsado en la etapa "N"

## UCI World Ranking
El UAE Tour otorgó puntos para el UCI World Ranking para corredores de los equipos en las categorías UCI WorldTeam, UCI ProTeam y Continental. Las siguientes tablas son el baremo de puntuación y los diez corredores que obtuvieron más puntos:
| Posición              | 1.º | 2.º | 3.º | 4.º | 5.º | 6.º | 7.º | 8.º | 9.º | 10.º | 11.º | 12.º | 13.º | 14.º | 15.º-20.º | 21.º-30.º | 31.º-50.º | 51.º-55.º | 56.º-60.º |
| Clasificación general | 300 | 250 | 215 | 175 | 120 | 115 | 95  | 75  | 60  | 50   | 40   | 35   | 30   | 25   | 20        | 12        | 5         | 2         | 1         |
| Por etapa             | 40  | 15  | 6   |     |     |     |     |     |     |      |      |      |      |      |           |           |           |           |           |
| Líder                 | 6   |     |     |     |     |     |     |     |     |      |      |      |      |      |           |           |           |           |           |

| Clasificación |                   |                    |         |       |       |       |
| Posición      | Ciclista          | Equipo             | General | Etapa | Líder | Total |
| ------------- | ----------------- | ------------------ | ------- | ----- | ----- | ----- |
| 1.º           | Tadej Pogačar     | UAE Emirates       | 300     | 80    | 18    | 398   |
| 2.º           | Adam Yates        | INEOS Grenadiers   | 250     | 30    | -     | 280   |
| 3.º           | Pello Bilbao      | Bahrain Victorious | 215     | 6     | -     | 221   |
| 4.º           | Aleksandr Vlasov  | Bora-Hansgrohe     | 175     | 6     | -     | 181   |
| 5.º           | João Almeida      | UAE Emirates       | 120     | -     | -     | 120   |
| 6.º           | Carlos Verona     | Movistar           | 115     | -     | -     | 115   |
| 7.º           | Jasper Philipsen  | Alpecin-Fenix      | -       | 95    | 12    | 107   |
| 8.º           | Rafał Majka       | UAE Emirates       | 95      | -     | -     | 95    |
| 9.º           | Geoffrey Bouchard | AG2R Citroën       | 75      | -     | -     | 75    |
| 10.º          | Romain Bardet     | DSM                | 60      | -     | -     | 60    |